# Kazoku
El Kazoku (华 族) era un sistema hereditari de títols nobiliaris de l'Imperi Japonès que es va mantenir entre 1869 i 1947.

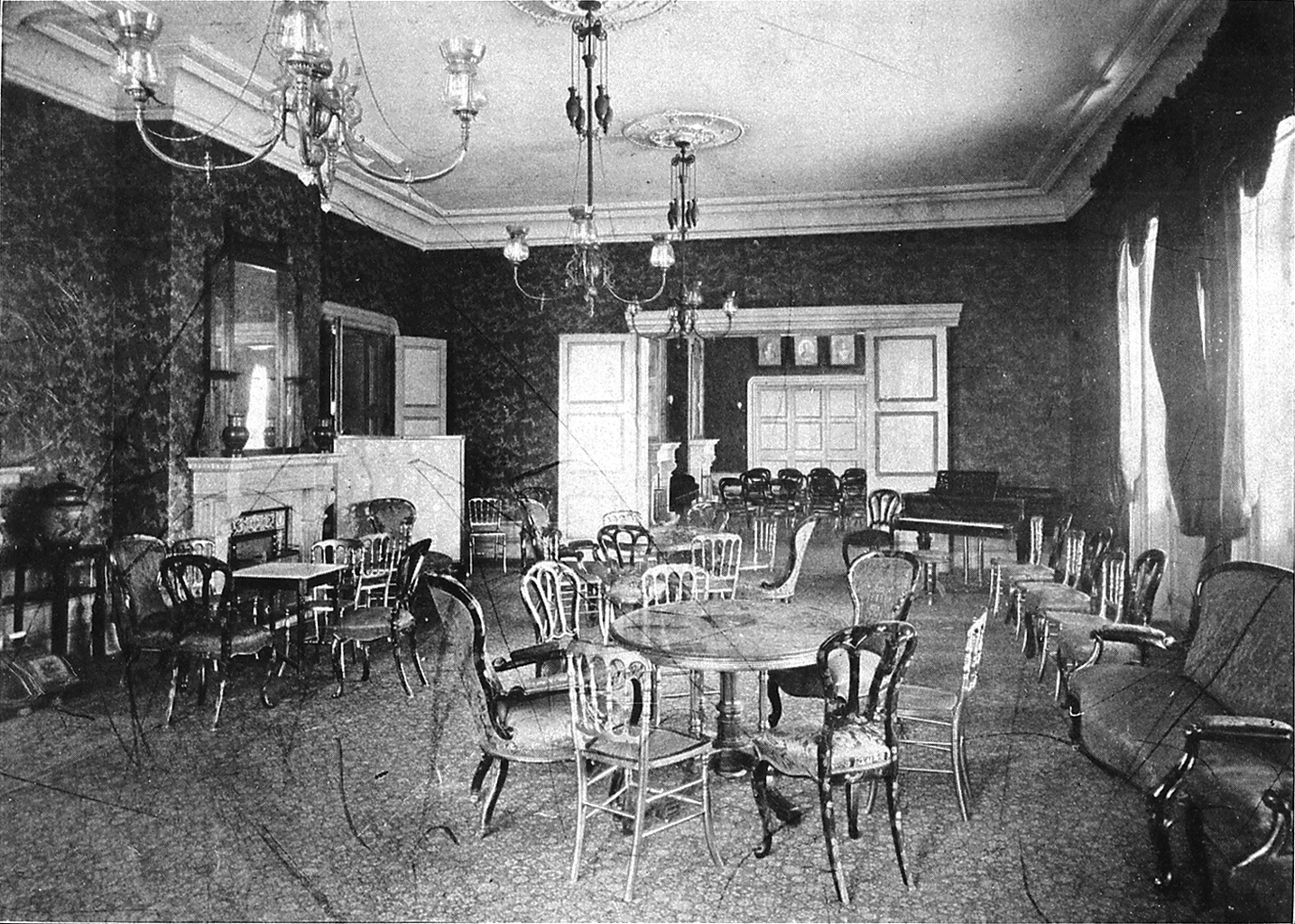
Club de nobiliaris, Tòquio 1912.

## Origen
Després de la Restauració Meiji de 1868, alguns membres de l'antiga cort nobiliària de Kyoto (kuge) van tornar a guanyar una mica del seu estatus perdut. Molts membres del "kuge" van jugar un important paper en l'Era Tokugawa així com en naixent Govern Meiji, per la qual cosa van proposar que el "kuge" encapçalés els recentment establerts departaments administratius.
L'Oligarquia Meiji, com a part de les seves reformes occidentalitzadores, va barrejar els kuge amb els dàimio (senyors feudals) en una classe aristòcrata més extensa, el 25 de juliol de 1869, i va reconèixer els kuge i els daimyō existents com una classe social diferent d'altres classes socials designades com a shizoku (els samurai) i dels heimin (comunals). Ito Hirobumi, un dels principals autors de la constitució Meiji intentava que el nou sistema nobiliari kazoku servís com a «barricada» per al «restaurat» emperador així com per a la institució imperial japonesa. En aquest temps, els kuge i els daimyō estaven formats per 427 famílies.
Tots els membres del kazoku que no comptessin amb la designació oficial del govern eren inicialment obligats a residir a Tòquio. A la fi de 1869, es va adoptar un sistema de pensions, que gradualment va desplaçar els kazoku als seus llocs com a governadors provincials i també com a líders del govern. Els estipendis promesos pel govern van ser finalment reemplaçats per bons governamentals.

## Desenvolupament

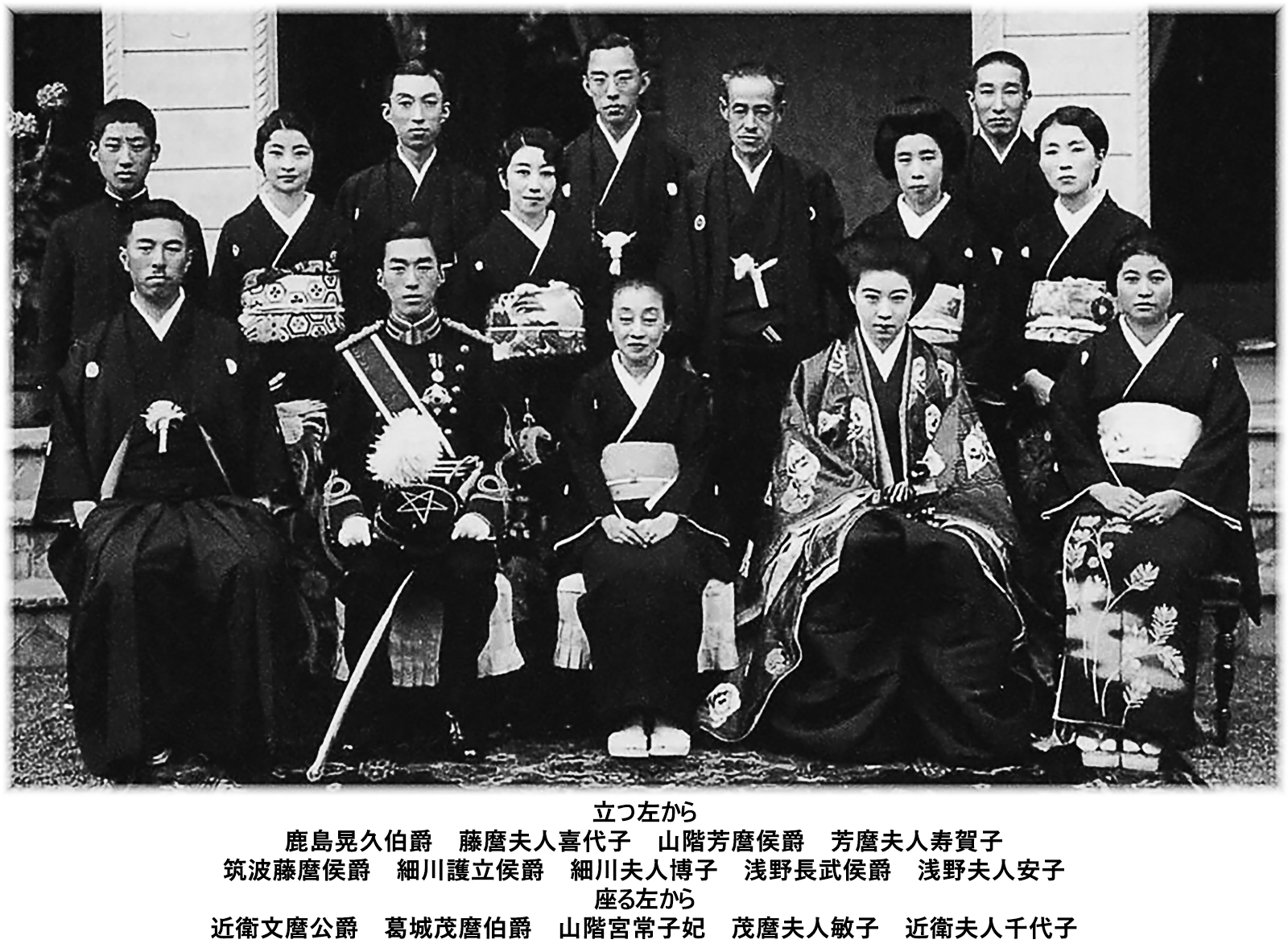
Kazoku, foto de grup.

El govern va dividir els kazoku en 5 rangs basats explícitament del sistema nobiliari anglès, però amb títols derivats de l'antic sistema xinès.
1. Príncep o Duc (公爵, kōshaku)
2. Marquès (侯爵, kōshaku)
3. Comte (伯爵, hakushaku)
4. Vescomte (子爵, shishaku)
5. Baró (男爵, danshaku)

La distribució inicial del kazoku per clans descendents amb kuge depenia del possible càrrec més alt que algun dels seus avantpassats hagués ocupat en la cort imperial; d'aquí que tots els caps de les cinc famílies regents (go-seike) del clan Fujiwara, els Konoe, Takatsukasa, Kujo, Ichijo i els Nijo, es convertissin en prínceps. Els caps d'altres cases kuge (incloent els Daigo, Hamuro, Kumamoto, Hirohata, Kazan'in, Kikutei, Koga, Nakamikado, Nakayama, Oinomikado, Saga, Sanjo, Saionji, Shijō i Tokudaiji) es van convertir en marquesos. Igualment, a l'antiga família del Regne de Ryūkyū (Okinawa), se li va concedir el títol de marquès.
Excloent la família Tokugawa, la distribució del rang de kazoku per als antics daimyō depenia dels ingressos d'arròs: aquells amb 150.000 koku o més es convertien en marquès, aquells amb 50.000 o més en comtes, etc. El que llavors era shogun Tokugawa va esdevenir príncep; els caps de les famílies properes a Tokugawa en marquès, i les famílies secundàries del clan Tokugawa en comtes.
De la mateixa manera que en el sistema nobiliari britànic, l'actual amo del títol i la seva consort eren considerats part del kazoku. Els titulars dels dos rangs més alts, prínceps i marquesos, es convertien automàticament en membres de la "Casa dels nobles" a la Dieta del Japó. Comtes, vescomtes i barons eren triats fins a 150 representants.
Títols i estipendis financers hereditaris s'heretaven d'acord amb la primogenitura, tot i que les cases kazoku sovint adoptaven fills de branques familiars col·laterals per evitar que aquestes desapareguessin. Una esmena de 1904 a la llei de 1889 va permetre que prínceps menors de la família imperial renunciessin al seu estatus imperial i es convertissin en nobles. Inicialment existien 11 prínceps no-imperials o ducs, 76 comtes, 324 vescomtes i 74 barons, un total de 509 nobles. Per 1928, a través de promocions i noves creacions existiren 954 nobles: 18 prínceps no imperials o ducs, 40 marquesos, 108 comtes, 379 vescomtes i 409 barons. El kazoku va arribar al màxim de 1016 famílies en 1944.
La constitució del Japó va abolir els kazoku i va acabar amb l'ús de títols nobiliaris fora de la família imperial. No obstant això, molts descendents de les antigues kazoku continuen ocupant llocs prominents en la societat japonesa així com en la indústria.